# Goya-díj a legjobb férfi mellékszereplőnek
A legjobb férfi mellékszereplőnek járó Goya-díjat az 1987-ben megtartott, 1. díjátadó óta osztják ki. 
A legtöbbször, két-két alkalommal Juan Diego, Eduard Fernández, Karra Elejalde, Emilio Gutiérrez Caba és Luis Zahera vehette át a díjat. Antonio de la Torre hét jelölést szerzett, ebből egyszer bizonyult a legjobbnak.

## Győztesek és jelöltek
A kialakult gyakorlat szerint az Év oszlop az értékelt film bemutatójának dátumára utal, a tényleges díjátadót a következő évben tartották meg: például az 1999-es év legjobb férfi mellékszereplője díját a 2000-es díjkiosztó ceremónián adták át. 
Az alábbi listában minden évnél az első helyen a győztes áll, őt követi a többi jelölt.

### 1980-as évek
| Év                    | Színész               | Színész                                  | Szerep                                   | Magyar cím                | Eredeti cím |
| 1986 (1. gála)        |                       |                                          |                                          |                           |             |
| --------------------- | --------------------- | ---------------------------------------- | ---------------------------------------- | ------------------------- | ----------- |
| 1986 (1. gála)        |                       | Miguel Rellán                            | Alberto Goicoechea                       |                           | Tata mía    |
| 1986 (1. gála)        | Antonio Banderas      | Ángel                                    | Matador                                  | Matador                   |             |
| 1986 (1. gála)        | Agustín González      | Hilario                                  |                                          | Mambrú se fue a la guerra |             |
| 1987 (2. gála)        |                       |                                          |                                          |                           |             |
|                       | Juan Echanove         | Miguelín                                 |                                          | Divinas palabras          |             |
| Agustín González      | Agustín Planchadell   |                                          | Moros y cristianos                       |                           |             |
| Pedro Ruiz            | Pepe Planchadell      |                                          | Moros y cristianos                       |                           |             |
| 1988 (3. gála)        |                       |                                          |                                          |                           |             |
|                       | José Sazatornil       | Alberto Sinsoles                         |                                          | Espérame en el cielo      |             |
| José Luis Gómez       | John William Polidori | Szél hátán                               | Remando al viento                        |                           |             |
| Ángel de Andrés López | rendőr                |                                          | Baton Rouge                              |                           |             |
| Guillermo Montesinos  | taxisofőr             | Asszonyok a teljes idegösszeomlás szélén | Mujeres al borde de un ataque de nervios |                           |             |
| Jorge Sanz            | Toto                  | Lute II. – Holnap szabad leszek          | El Lute II: Mañana seré libre            |                           |             |
| 1989 (4. gála)        |                       |                                          |                                          |                           |             |
|                       | Adolfo Marsillach     | III. Károly spanyol király               |                                          | Esquilache                |             |
| Juan Echanove         | Juancho               |                                          | El vuelo de la paloma                    |                           |             |
| Juan Luis Galiardo    | Luis Doncel           |                                          | El vuelo de la paloma                    |                           |             |
| Manuel Huete          | Ciri                  |                                          | El vuelo de la paloma                    |                           |             |
| Enrique San Francisco | Roberto               |                                          | El baile del pato                        |                           |             |
| Fernando Guillén      | Vailer                | Lidérces éjjel                           | La noche oscura                          |                           |             |

### 1990-es évek
| Év                      | Színész                    | Színész                  | Szerep                          | Magyar cím                         | Eredeti cím  |
| 1990 (5. gála)          |                            |                          |                                 |                                    |              |
| ----------------------- | -------------------------- | ------------------------ | ------------------------------- | ---------------------------------- | ------------ |
| 1990 (5. gála)          |                            | Gabino Diego             | Gustavete                       | Jaj, Carmela!                      | ¡Ay Carmela! |
| 1990 (5. gála)          | Juan Echanove              | Álvaro                   |                                 | A solas contigo                    |              |
| 1990 (5. gála)          | Francisco Rabal            | Máximo Espejo            | Kötözz meg és ölelj!            | ¡Átame!                            |              |
| 1991 (6. gála)          |                            |                          |                                 |                                    |              |
|                         | Juan Diego                 | Villaescusa atya         | Az elképedt király              | El rey pasmado                     |              |
| José Luis Gómez         | Ugarte / Valdivia          |                          | Beltenegros                     |                                    |              |
| Javier Gurruchaga       | Valido                     | Az elképedt király       | El rey pasmado                  |                                    |              |
| 1992 (7. gála)          |                            |                          |                                 |                                    |              |
|                         | Fernando Fernán Gómez      | Manolo                   |                                 | Belle Époque                       |              |
| Gabino Diego            | Juanito                    |                          | Belle Époque                    |                                    |              |
| Enrique San Francisco   | Curt                       |                          | Orquesta Club Virginia          |                                    |              |
| 1993 (8. gála)          |                            |                          |                                 |                                    |              |
|                         | Tito Valverde              | Darío                    |                                 | Sombras en una batalla             |              |
| Juan Echanove           | Sebastián                  |                          | Mi hermano del alma             |                                    |              |
| Javier Gurruchaga       | Baron of Benicarles        |                          | Tirano Banderas                 |                                    |              |
| 1994 (9. gála)          |                            |                          |                                 |                                    |              |
|                         | Javier Bardem              | Lisardo                  | Megszámlált napok               | Días contados                      |              |
| Agustín González        | az apa                     |                          | Los peores años de nuestra vida |                                    |              |
| Óscar Ladoire           | Pablo                      |                          | Alegre ma non troppo            |                                    |              |
| 1995 (10. gála)         |                            |                          |                                 |                                    |              |
|                         | Luis Ciges                 | Matacanes                |                                 | Así en el cielo como en la tierra  |              |
| Fernando Guillén Cuervo | Raúl                       | Szájból szájba           | Boca a boca                     |                                    |              |
| Federico Luppi          | El Argentino               | A határ törvénye         | La ley de la frontera           |                                    |              |
| 1996 (11. gála)         |                            |                          |                                 |                                    |              |
|                         | Luis Cuenca                | Nagyapa                  | Mi a boldogság?                 | La buena vida                      |              |
| Jordi Mollà             | Pármeno                    |                          | La Celestina                    |                                    |              |
| Nancho Novo             | Sempronio                  |                          | La Celestina                    |                                    |              |
| 1997 (12. gála)         |                            |                          |                                 |                                    |              |
|                         | José Sancho                | Sancho                   | Eleven hús                      | Carne Trémula                      |              |
| Antonio Valero          | Valerio                    | A felhők színe           | El color de las nubes           |                                    |              |
| Juan Jesús Valverde     | Justo                      |                          | Las ratas                       |                                    |              |
| 1998 (13. gála)         |                            |                          |                                 |                                    |              |
|                         | Tony Leblanc               | Felipe Torrente          | Torrente, a törvény két balkeze | Torrente, el brazo tonto de la ley |              |
| Francisco Algora        | Ángel                      | Barrio – Külvárosi utcák | Barrio                          |                                    |              |
| Agustín González        | Senén Corchado             | A nagyapa                | El abuelo                       |                                    |              |
| Jorge Sanz              | Julián Torralba            | Álomlány                 | La niña de tus ojos             |                                    |              |
| 1999 (14. gála)         |                            |                          |                                 |                                    |              |
|                         | Juan Diego                 | Boronat                  | Párizs – Timbuktu               | París-Tombuctú                     |              |
| Álex Angulo             | Julián                     |                          | Muertos de risa                 |                                    |              |
| José Coronado           | Francisco de Goya fiatalon | Goya Bordeaux-ban        | Goya en Burdeos                 |                                    |              |
| Mario Gas               | Pere                       |                          | Amic/Amat                       |                                    |              |

### 2000-es évek
| Év                    | Színész               | Színész                                      | Szerep                          | Magyar cím               | Eredeti cím  |
| 2000 (15. gála)       |                       |                                              |                                 |                          |              |
| --------------------- | --------------------- | -------------------------------------------- | ------------------------------- | ------------------------ | ------------ |
| 2000 (15. gála)       |                       | Emilio Gutiérrez Caba                        | Emilio                          | A közösség               | La comunidad |
| 2000 (15. gála)       | Luis Cuenca           | Damián                                       | Rendhagyó forgatás              | Obra maestra             |              |
| 2000 (15. gála)       | Juan Diego            | Don Matías                                   | Te vagy az egyetlen             | Una historia de entonces |              |
| 2000 (15. gála)       | Iñaki Miramón         | Orfeo                                        | Te vagy az egyetlen             | Una historia de entonces |              |
| 2001 (16. gála)       |                       |                                              |                                 |                          |              |
|                       | Emilio Gutiérrez Caba | David                                        |                                 | El cielo abierto         |              |
| Antonio Dechent       | Alejandro             |                                              | Intacto                         |                          |              |
| Eduard Fernández      | Sierra                | A tenger zenéje                              | Son de mar                      |                          |              |
| Gael García Bernal    | Davenport             | Bokszmeccs a lélekért                        | Sin noticias de Dios            |                          |              |
| 2002 (17. gála)       |                       |                                              |                                 |                          |              |
|                       | Luis Tosar            | José Suárez                                  | Napfényes hétfők                | Los lunes al sol         |              |
| José Coronado         | Rafael Mazas          | Az 507-es széf                               | La caja 507                     |                          |              |
| Carlos Hipólito       | Julio                 |                                              | Historia de un beso             |                          |              |
| Alberto San Juan      | Rafa                  | Vágyastársak                                 | El otro lado de la cama         |                          |              |
| 2003 (18. gála)       |                       |                                              |                                 |                          |              |
|                       | Eduard Fernández      | Mario                                        | A városban                      | En la ciudad             |              |
| Joan Dalmau           | Antonio Miralles      | Salamina katonái                             | Soldados de Salamina            |                          |              |
| Juan Diego            | Don Carlos            | Szex, hazugság, super 8-as – Torremolinos 73 | Torremolinos 73                 |                          |              |
| José Luis Gómez       | Silvio                |                                              | La luz prodigiosa               |                          |              |
| 2004 (19. gála)       |                       |                                              |                                 |                          |              |
|                       | Celso Bugallo         | José Sampedro                                | A belső tenger                  | Mar adentro              |              |
| Juan Diego            | Antonio               | A hetedik nap                                | El 7° día                       |                          |              |
| Luis Varela           | Don Antonio Fraguas   | Elszabott frigy                              | Crimen ferpecto                 |                          |              |
| Unax Ugalde           | Gorilo                |                                              | Héctor                          |                          |              |
| 2005 (20. gála)       |                       |                                              |                                 |                          |              |
|                       | Carmelo Gómez         | Julio                                        | A módszer                       | El método                |              |
| Javier Cámara         | Simón                 | A szavak titkos élete                        | La vida secreta de las palabras |                          |              |
| Fernando Guillén      | Lucas                 | Jönnek majd szebb napok                      | Otros días vendrán              |                          |              |
| Enrique Villén        | Armando               |                                              | Ninette                         |                          |              |
| 2006 (21. gála)       |                       |                                              |                                 |                          |              |
|                       | Antonio de la Torre   | Antonio Mateo                                | Sötétkékmajdnemfekete           | Azuloscurocasinegro      |              |
| Juan Diego Botto      | Guillermo Pedreño     |                                              | Vete de mí                      |                          |              |
| Juan Echanove         | Francisco de Quevedo  | Alatriste kapitány                           | Alatriste                       |                          |              |
| Leonardo Sbaraglia    | Jesús Irurre          |                                              | Salvador (Puig Antich)          |                          |              |
| 2007 (22. gála)       |                       |                                              |                                 |                          |              |
|                       | José Manuel Cervino   | Jacinto                                      |                                 | Las 13 rosas             |              |
| Raúl Arévalo          | Fele                  | Hét francia biliárdasztal                    | Siete mesas de billar francés   |                          |              |
| Emilio Gutiérrez Caba | Tino                  | Suso tornya                                  | La torre de Suso                |                          |              |
| Carlos Larrañaga      | Atila                 |                                              | Luz de domingo                  |                          |              |
| Julián Villagrán      | Lalo                  | A csillagos ég alatt                         | Bajo las estrellas              |                          |              |
| 2008 (23. gála)       |                       |                                              |                                 |                          |              |
|                       | Jordi Dauder          | Don Juan                                     |                                 | Camino                   |              |
| José Ángel Egido      | Rector                | Vak napraforgók                              | Los girasoles ciegos            |                          |              |
| Fernando Tejero       | Ramiro                |                                              | Fuera de carta                  |                          |              |
| José María Yazpik     | Félix                 | A bosszú angyalai                            | Sólo quiero caminar             |                          |              |
| 2009 (24. gála)       |                       |                                              |                                 |                          |              |
|                       | Raúl Arévalo          | Álex                                         | Kövéren szép az élet            | Gordos                   |              |
| Carlos Bardem         | Apache                | 211-es cella                                 | Celda 211                       |                          |              |
| Antonio Resines       | José Utrilla          | 211-es cella                                 | Celda 211                       |                          |              |
| Ricardo Darín         | Nicolás Vergara Grey  | A győzelem tánca                             | El baile de la victoria         |                          |              |

### 2010-es évek
| Év                  | Színész                    | Színész                    | Szerep                         | Magyar cím               | Eredeti cím       |
| 2010 (25. gála)     |                            |                            |                                |                          |                   |
| ------------------- | -------------------------- | -------------------------- | ------------------------------ | ------------------------ | ----------------- |
| 2010 (25. gála)     |                            | Karra Elejalde             | Antón / Kolumbusz Kristóf      | Ismeretlen föld          | También la lluvia |
| 2010 (25. gála)     | Álex Angulo                | Peláez                     |                                | El gran Vázquez          |                   |
| 2010 (25. gála)     | Eduard Fernández           | Tito                       | Biutiful                       | Biutiful                 |                   |
| 2010 (25. gála)     | Sergi López                | a polgármester             | Fekete lelkek                  | Pa negre                 |                   |
| 2011 (26. gála)     |                            |                            |                                |                          |                   |
|                     | Lluís Homar                | Max                        |                                | Eva                      |                   |
| Raúl Arévalo        | Julián                     | Laza esküvő                | Primos                         |                          |                   |
| Juanjo Artero       | Leiva                      | Nincs kegyelem             | No habrá paz para los malvados |                          |                   |
| Juan Diego          | Alfonso Armada             |                            | 23-F. La película              |                          |                   |
| 2012 (27. gála)     |                            |                            |                                |                          |                   |
|                     | Julián Villagrán           | Joaquín                    | Hetes osztag                   | Grupo 7                  |                   |
| Ewan McGregor       | Henry Bennett              | A lehetetlen               | Lo imposible                   |                          |                   |
| Josep Maria Pou     | Don Carlos, the impresario | Hófehérke                  | Blancanieves                   |                          |                   |
| Antonio de la Torre | Diego                      |                            | Invasor                        |                          |                   |
| 2013 (28. gála)     |                            |                            |                                |                          |                   |
|                     | Roberto Álamo              | Benjamín "Ben" Montero     | Csókok és gólok                | La gran familia española |                   |
| Carlos Bardem       | Carlomonte                 |                            | Alacrán enamorado              |                          |                   |
| Juan Diego Botto    | Luis                       |                            | Ismael                         |                          |                   |
| Antonio de la Torre | Adán Montero               | Csókok és gólok            | La gran familia española       |                          |                   |
| 2014 (29. gála)     |                            |                            |                                |                          |                   |
|                     | Karra Elejalde             | Koldo Zugasti              | Spanyol affér                  | Ocho apellidos vascos    |                   |
| Eduard Fernández    | Sergio                     | El Nino – a kölyök         | El Niño                        |                          |                   |
| Jose Sacristán      | Damián                     |                            | Magical Girl                   |                          |                   |
| Antonio de la Torre | Rodrigo                    | Mocsárvidék                | La isla mínima                 |                          |                   |
| 2015 (30. gála)     |                            |                            |                                |                          |                   |
|                     | Javier Cámara              | Tomás                      | Truman                         | Truman                   |                   |
| Tim Robbins         | Rodrigo                    | Egy tökéletes nap          | Un día perfecto                |                          |                   |
| Manolo Solo         | Pablo Ruz                  |                            | B, la película                 |                          |                   |
| Felipe García Vélez | Justo "Caralimpia"         |                            | A cambio de nada               |                          |                   |
| 2016 (31. gála)     |                            |                            |                                |                          |                   |
|                     | Manolo Solo                | Santi "Triana"             | Késő harag                     | Tarde para la ira        |                   |
| Karra Elejalde      | Manolo                     | 100 méter                  | 100 metros                     |                          |                   |
| Javier Gutiérrez    | Alcachofa                  | Az olajfa                  | El olivo                       |                          |                   |
| Javier Pereira      | Andrés Bosque              |                            | Que Dios nos perdone           |                          |                   |
| 2017 (32. gála)     |                            |                            |                                |                          |                   |
|                     | David Verdaguer            | Esteve                     | 1993 nyara                     | Estiu 1993               |                   |
| José Mota           | Pepe                       | Abrakadabra                | Abracadabra                    |                          |                   |
| Bill Nighy          | Edmund Brundish            | Könyvesbolt a tengerparton | La librería                    |                          |                   |
| Antonio de la Torre | Juan                       | Az író                     | El autor                       |                          |                   |
| 2018 (33. gála)     |                            |                            |                                |                          |                   |
|                     | Luis Zahera                | Luis Cabrera               | A rendszer                     | El reino                 |                   |
| Eduard Fernández    | Fernando                   | Mindenki tudja             | Todos lo saben                 |                          |                   |
| Juan Margallo       | Julio Montero Ruíz         | Bajnokok                   | Campeones                      |                          |                   |
| Antonio de la Torre | José Mujica                |                            | La noche de 12 años            |                          |                   |
| 2019 (34. gála)     |                            |                            |                                |                          |                   |
|                     | Eduard Fernández           | José Millán Astray         | Amíg a háború tart             | Mientras dure la guerra  |                   |
| Luis Callejo        | Capataz                    | Szabadon                   | Intemperie                     |                          |                   |
| Asier Etxeandia     | Alberto Crespo             | Fájdalom és dicsőség       | Dolor y gloria                 |                          |                   |
| Leonardo Sbaraglia  | Federico Delgado           | Fájdalom és dicsőség       | Dolor y gloria                 |                          |                   |

### 2020-as évek
| Év                  | Színész          | Színész                  | Szerep                    | Magyar cím              | Eredeti cím |
| 2020 (35. gála)     |                  |                          |                           |                         |             |
| ------------------- | ---------------- | ------------------------ | ------------------------- | ----------------------- | ----------- |
| 2020 (35. gála)     |                  | Alberto San Juan         | Salva                     | Szenvedélyes szomszédok | Sentimental |
| 2020 (35. gála)     | Álvaro Cervantes | Mateo                    | Adú                       | Adú                     |             |
| 2020 (35. gála)     | Juan Diego Botto | Antonio                  |                           | Los europeos            |             |
| 2020 (35. gála)     | Sergi López      | Armando Román            | Rosa esküvője             | La boda de Rosa         |             |
| 2021 (36. gála)     |                  |                          |                           |                         |             |
|                     | Urko Olazabal    | Luis Carrasco            | Maixabel                  | Maixabel                |             |
| Fernando Albizu     | Román            | A jó főnök               | El buen patrón            |                         |             |
| Celso Bugallo       | Fortuna          | A jó főnök               | El buen patrón            |                         |             |
| Manolo Solo         | Miralles         | A jó főnök               | El buen patrón            |                         |             |
| 2022 (37. gála)     |                  |                          |                           |                         |             |
|                     | Luis Zahera      | Xan Anta                 | Szörnyetegek              | As bestas               |             |
| Diego Anido         | Lorenzo Anta     | Szörnyetegek             | As bestas                 |                         |             |
| Ramón Barea         | Koldo            | Altatódal                | Cinco lobitos             |                         |             |
| Jesús Carroza       | El Negro         | Franco börtönében        | Modelo 77                 |                         |             |
| Fernando Tejero     | Marbella         | Franco börtönében        | Modelo 77                 |                         |             |
| 2023 (38. gála)     |                  |                          |                           |                         |             |
|                     | José Coronado    | Julio Arenas / Gardel    |                           | Cerrar los ojos         |             |
| Alex Brendemühl     | Gerard           |                          | Creatura                  |                         |             |
| Martxelo Rubio      | Gorka            | A méhek húszezer fajtája | 20.000 especies de abejas |                         |             |
| Hugo Silva          | Piter            |                          | Un amor                   |                         |             |
| Juan Carlos Vellido | Roberto          | Terápia alatt            | Bajo terapia              |                         |             |
| 2024 (39. gála)     |                  |                          |                           |                         |             |
|                     | Salva Reina      | Felipín                  |                           | El 47                   |             |
| Enric Auquer        | David            | Lángoló ház              | Casa en flames            |                         |             |
| Óscar de la Fuente  | Vicente          |                          | La casa                   |                         |             |
| Luis Tosar          | Ángel Salcedo    |                          | La infiltrada             |                         |             |
| Antonio de la Torre | Ramón            |                          | Los destellos             |                         |             |

## Rekordok

### Többszörös győzelmek
2 győzelem
- Juan Diego
- Eduard Fernández
- Karra Elejalde
- Emilio Gutiérrez Caba
- Luis Zahera

### Többszörös jelölések
| 7 jelölés - Antonio de la Torre 6 jelölés - Juan Diego - Eduard Fernández 5 jelölés - Juan Echanove 4 jelölés - Agustín González | 3 jelölés - Raúl Arévalo - Karra Elejalde - José Luis Gómez - Emilio Gutiérrez Caba - José Coronado - Juan Diego Botto - Manolo Solo |

## Fordítás
- Ez a szócikk részben vagy egészben  a   Goya Award for Best Supporting Actor című angol Wikipédia-szócikk ezen változatának fordításán alapul.  Az eredeti cikk szerkesztőit annak laptörténete sorolja fel. Ez a jelzés csupán a megfogalmazás eredetét és a szerzői jogokat jelzi, nem szolgál a cikkben szereplő információk forrásmegjelöléseként.